# Tvis KFUM
Tvis KFUM er en håndboldklub fra landsbyen Tvis ved Holstebro og er den ene af Team Tvis Holstebros moderklubber. Klubben er stiftet i 1942. Klubben var en del af det missionske miljø i Tvis Sogn.
Klubbens herrehold rykkede første gang op i landets bedste række i 1993. Det bedste resultat opnåede klubben i sæsonen 1999/2000, hvor herrerne blev nummer fire i grundspillet og således deltog i slutspillet, hvor holdet blev slået ud i semifinalen af GOG. Sæsonen efter stod der "Team Tvis Holstebro" på trøjerne, da Tvis KFUM med virkning fra den 1. maj 2000 indgik en aftale med HH90 om eliteoverbygningen Team Tvis Holstebro.